# 近藤真琴
近藤 真琴（こんどう まこと、天保2年9月24日（1831年10月29日） - 明治19年（1886年）9月4日）は、日本の教育家、思想家。明治の六大教育家の一人、攻玉社創立者。日本海軍軍人及び軍属、最終階級は海軍中佐。幼名は鉚之助。江戸生まれ。天保5年（1834年）9月14日に父を亡くし、4歳で家督を相続すると、諱を真琴、字を徽音、通称を誠一郎とした。

## 経歴
攻玉社を設立し、明治六大教育家の一人とされる。日本における航海術、測量学の基礎を確立したほか、数学、土木学の教育の先鞭を付けた。かな文学を推進する立場を取り、日本初のかな書き辞書である『ことばのその』の著者としても知られている。

### 軍人としての近藤真琴
文久3年（1863年）、幕府軍艦操練所翻訳方に出仕。明治2年（1869年）、築地海軍操練所に出仕し、兵学大助教、兵学少教授、兵学中教授などを歴任し、海軍中佐まで昇進。明治5年（1872年）に免官となり、翌年1月、海軍省6等出仕となり軍属として勤める。欧州出張、海軍二等教官、海軍兵学校航海課長、五等出仕、海兵教務副総理、一等教官などを歴任。明治19年（1886年）2月に病で免官となるまで、海軍兵学校での教育に貢献した。

### 国語学者としての近藤真琴
近藤真琴は国語学者として先駆者の一人に数えられる業績を残している。明治維新後最も早く学校で文法を教授したのは攻玉社である。西南戦争のころには近藤真琴は自ら教授していた。
またかなのくわいの会員で『ことばのその』の筆者でもある。その他、近藤真琴の「ふみまなびのまき」「まゆみのおちば」「かんいせうがくけうくわしょ」及び文法書「文字篇」「助用言」の二種の稿本が攻玉社学園に保存されているが、「文字篇」「助用言」は真琴の直筆か否か確定されていない。「文字篇」は仮名の発生と発音の理を、「助用言」では助動詞について、それぞれ説いている。なお、語の類別、性質、用法などを説明しているという「言語篇」の存在は未確認である。

## 年譜
| 天保2年（1831年）9月24日  | 1歳  | 志摩鳥羽藩士・近藤儀智と誠子の二男として生誕。幼名、鉚之助。 |
| 天保5年（1834年）9月14日  | 4歳  | 父・儀智が死去し、家督を継ぐ。諱を真琴、字を徽音、通称を誠一郎とする。母・誠子に漢籍の素読を受ける。 |
| 天保9年（1838年）         | 8歳  | 鳥羽藩士・小林玄兵衛盛徳に孝経と孟子を教わり、のち同藩士・林説之助に尚書について教わる。 藩校尚志館の江戸分校造土館に入り、易経・詩経・礼記・春秋左伝・史記・国語を学び、傍ら武経七書を読む。                                                        |
| 天保10年（1839年）        | 9歳  | 藩校尚志館校主・小浜樸介に皇漢学を学ぶ。 |
| 嘉永2年（1849年）         | 19歳 | 伊勢亀山藩儒医・堀池柳外に漢学を学ぶ。 |
| 嘉永6年（1853年）         | 23歳 | 和泉岸和田藩医・高松譲庵に蘭学・究理（物理学）を学ぶ。 |
| 安政2年（1855年）11月     | 25歳 | 鳥羽藩蘭学方に任ぜられる。 「母に仕へて至孝なり」との理由で藩主より褒詞を受く。 |
| 安政4年（1857年）         | 27歳 | 村田蔵六（大村益次郎）の塾鳩居堂に入門、蘭学・兵学を学ぶ。 |
| 安政5年（1858年）12月28日 | 28歳 | 鳥羽藩漢学教授・世子侍読に任ぜられる。 |
| 文久2年（1862年）1月      | 32歳 | 藩士に対しての蘭語の教授のため、藩の命令で単身、鳥羽に移住。 |
| 文久3年（1863年）         | 33歳 | 1月江戸に帰り、矢田堀景蔵・荒井郁之介に航海・測量を学ぶ。 館徳の妹の館碩子と結婚。 春夏の交、四谷坂町鳥羽藩中屋敷の自宅に蘭学塾開設（攻玉社の創立）。 軍艦操錬所で蘭式航海測量を学ぶ。 ピラールの『航海書』を翻訳する。11月、中小姓になり、1石加増。 |
| 明治元年（1868年）        | 38歳 | 日本初の翻訳SF小説「新未来記」を翻訳。 |
| 明治2年（1869年）         | 39歳 | 築地海軍操練所（後の海軍兵学校）へ塾を移転して攻玉塾（現在の攻玉社中学校・高等学校）と名称を変更、同年には操練所の教員へ就任。 |
| 明治4年（1871年）         | 41歳 | 築地では手狭になった攻玉塾の移転先を捜していたところ、福澤諭吉が慶應義塾の建物・敷地を譲渡してくれることとなり、同塾を同年芝新銭座へ移転させる。 |
| 明治6年（1873年）         | 43歳 | ウィーン万国博覧会日本館事務官として外遊、帰国後に航海中の様子を纏めた『澳行日記』を出版。故郷・鳥羽で「鳥羽聯合小学校」（現・鳥羽市立鳥羽小学校）創設のために出資。                                                                                 |
| 明治8年（1875年）         | 45歳 | 日本初の商船学校となる航海測量習練所を芝新銭座に開設。 |
| 明治14年（1881年）        | 51歳 | 商船分黌を鳥羽に設置することを決定し、翌年開校。現在の鳥羽商船高等専門学校の前身である。 |
| 明治16年（1883年）        | 53歳 | かな文学普及を推進する文学者の会である「かなのくわい」の設立に参加。 |
| 明治18年（1885年）        | 55歳 | 『ことばのその』を発刊。 |
| 明治19年（1886年）        | 56歳 | 死去。 |

## 逸話
明治期に日本の国歌を策定する必要が発生して海軍省に打診があった際、たまたま海軍省へ出仕していた近藤が西洋事情と文学に詳しいということで歌詞の素案を書いたという話が昭和3年（1928年）6月に発行された『竹柏漫筆』（佐佐木信綱著）に掲載されている。同書によるとその歌詞は賛同が多かったものの海軍省内の一部で異論があり、お蔵入りになったとされている。

## 家族・親族
- 長男：近藤基樹（海軍造船中将）
- 娘：婉子（しずこ） - 山内万寿治夫人[2]

## 近藤真琴著書目録(編著・訳・撰・閲・校訂)
| 著書名               | 編著者                 | 種別         | 発行年       | 発行所     |
| -------------------- | ---------------------- | ------------ | ------------ | ---------- |
| 筆氏航海書           | ピラール著             | 近藤真琴訳   | 文久3年      |            |
| 海軍砲術提要         | 近藤誠一郎著           | 慶応2年      |              |            |
| 士官心得外療一斑     | レース、リフュール共撰 | 近藤真琴訳   | 慶応4年      |            |
| 英学新式 巻ノ一      | 近藤真琴著             | 明治4年      | 海軍兵学寮   |            |
| 英学新式 巻ノ二      | 近藤真琴著             | 明治4年      | 海軍兵学寮   |            |
| 航海教授書           | 近藤真琴著             | 明治4年      | 海軍兵学寮   |            |
| 航海術教授書         | 井上敏夫訂補第三版     | 近藤真琴撰   | 明治20年     | 海軍兵学校 |
| 国史要略(上・中・下) | 志賀二郎編             | 近藤真琴校閲 | 明治4年      |            |
| 国史要畧(上・下)     | 志賀二郎               | 編           | 近藤真琴校閲 |            |